# Dead or Alive Xtreme 2
 (novembre 2016).
Si vous disposez d'ouvrages ou d'articles de référence ou si vous connaissez des sites web de qualité traitant du thème abordé ici, merci de compléter l'article en donnant les références utiles à sa vérifiabilité et en les liant à la section « Notes et références ».
Dead or Alive Xtreme 2 est un jeu vidéo de sport développé par la Team Ninja et édité par Tecmo en 2005 sur Xbox 360.
Spin-off de la saga de jeux de combats Dead or Alive, Xtreme 2 met le joueur aux commandes des héroïnes de la série sur une île paradisiaque.

## Histoire
Zack décide, à la fin du tournoi Dead or Alive 4, de réinviter les filles sur sa nouvelle île paradisiaque en leur faisant croire qu'il s'agit du nouveau tournoi Dead or Alive.
Toutes se font duper et sont forcées de rester sur l'île. Cette dernière est détruite à la fin des vacances à la suite d'une éruption volcanique mais revient à la normale lorsque de nouvelles vacances débutent.

## Système de jeu

### But du jeu
Le but du jeu est de gagner un maximum d'argent pour compléter sa collection d'items, de maillots de bains, d'accessoires ou de Jet-Ski.
La durée de vie est donc très élevée pour compléter le jeu à 100 % et débloquer tous les succès.

### Liste des activités
- Beach volley : en deux contre deux, les matchs se déroulent sur la plage ou dans la jungle, il est nécessaire d'avoir une partenaire pour pouvoir y participer. C'est l'activité centrale de Dead or Alive Xtreme 2.
- Saute piscine : seul ou a deux, il suffit de taper en rythme sur le bon bouton pour sauter les plates-formes et traverser la piscine.
- Jet-ski : trois circuits sont disponibles, il est possible de réaliser des acrobaties et d’utiliser du boost. Les courses se font de 2 à 4 participants.
- Bataille de popotins : vous êtes sur une plate-forme au milieu de la piscine, pour gagner il faut faire tomber l'adversaire à l'eau. (nécessite un ticket)
- Jeu des drapeaux : il faut appuyer le plus vite possible sur le bouton et attraper le drapeau avant l'adversaire. (nécessite un ticket)
- Tire à la corde : il faut faire tomber l'adversaire à l'eau en tirant sur la corde. (nécessite un ticket)
- Toboggan aquatique : au milieu de la jungle vous devez descendre un toboggan sur une bouée sans tomber.(nécessite un ticket)
- Casino : exclusivement la nuit et à l’hôtel, le casino propose quatre mini-jeux : le black jack, la roulette, les machines à sous et le poker.

## Personnages
- Ayane
- Christie
- Helena Douglas
- Hitomi
- Kasumi
- Lei Fang
- Tina Armstrong
- Lisa Hamilton
- Kokoro

Personnages non jouables
- Niki
- Zack

## Lieux
- Niki Beach
- Tranquil Beach
- Brilliant Jungle
- Bass Island
- Marina Niki
- Piscine
- Bord de Piscine
- Station Radio
- Magasin de Sport
- Boutique
- Bazar Zack
- Gemstone Suite
- Seabreeze Cottage
- Moonlight Reef

## Bande-son
- "How Crazy Are You?" (Intro) Meja
- "Is This Love" Bob Marley
- "Holla!" Baha Men
- "Double Lovin'" Baha Men featuring Reiss
- "Sweet Sensual Love" Big Mountain
- "If It Don't Fit" B*Witched
- "Summer Breezin'" Diana King
- "Like That Girl" Fatty Koo
- "Brazilian Sugar" George Duke
- "Sweet Sixteen" Hilary Duff
- "Reggae Dancer" Inner Circle
- "Lovin' You" Janet Kay
- "Quiero Que Me Quieras" Olga Tañón
- "Another Love Story" Play
- "The Kids Don't Like It" Reel Big Fish
- "Dremin'" Sweet Female Attitude
- "Flowers (Cutfather & Joe Mix)" Sweet Female Attitude
- "Nothing To Lose" Sweet Female Attitude

## Accueil
- 1UP.com : D+[1]
- Edge : 5/10[2]
- Electronic Gaming Monthly : 4,33/10[3]
- Eurogamer : 3/10[4]
- Game Informer : 7,5/10[5]
- Gamekult : 3/10[6]
- GameSpot : 5,9/10[7]
- IGN : 6,4/10[8]
- Jeuxvideo.com : 12/20[9]